# Campionato sudamericano maschile under 19 di calcio 1975
Il Campionato sudamericano di calcio Under-19 1975, 7ª edizione della competizione organizzata dalla CONMEBOL e riservata a giocatori Under-19, è stato giocato in Perù. Fu l'ultima a essere organizzata per giocatori al di sotto dei 19 anni d'età: a partire dall'edizione seguente il limite fu innalzato a 20.

## Partecipanti
Partecipano al torneo 6 delle 10 rappresentative nazionali affiliate alla Confederación sudamericana de Fútbol (non sono presenti Colombia under 19 Ecuador under 19 Paraguay under 19, e Venezuela under 19):
| - Argentina under 19 - Bolivia under 19 - Brasile under 19 |  | - Cile under 19 - Perù under 19 - Uruguay under 19 |

## Città
La Federazione calcistica peruviana scelse come luogo deputato a ospitare la manifestazione la città di Lima.

## Formato

### Fase a gironi
Le 6 squadre partecipanti vengono incluse in un unico girone all'italiana.
In caso di arrivo a pari punti in classifica, la posizione si determina seguendo in ordine:
- Differenza reti;
- Numero di gol realizzati;
- Risultato dello scontro diretto;
- Sorteggio.

## Fase finale
| Squadra            | P.ti | G | V | P | S | GF | GS | DR |
| ------------------ | ---- | - | - | - | - | -- | -- | -- |
| Uruguay under 19   | 8    | 5 | 3 | 2 | 0 | 8  | 2  | +6 |
| Cile under 19      | 8    | 5 | 3 | 2 | 0 | 6  | 0  | +6 |
| Argentina under 19 | 6    | 5 | 2 | 2 | 1 | 7  | 6  | +1 |
| Perù under 19      | 4    | 5 | 1 | 2 | 2 | 4  | 8  | -4 |
| Brasile under 19   | 2    | 5 | 1 | 0 | 4 | 6  | 7  | -1 |
| Bolivia under 19   | 2    | 5 | 0 | 2 | 3 | 4  | 12 | -8 |

| Lima 9 agosto 1975 | Perù | 2 – 2 | Bolivia |  |

| Lima 10 agosto 1975 | Cile | 1 – 0 | Brasile |  |

| Lima 10 agosto 1975 | Argentina | 1 – 1 | Uruguay |  |

| Lima 13 agosto 1975 | Brasile | 5 – 1 | Bolivia |  |

| Lima 13 agosto 1975 | Cile | 3 – 0 | Argentina |  |

| Lima 13 agosto 1975 | Uruguay | 3 – 0 | Perù |  |

| Lima 16 agosto 1975 | Uruguay | 2 – 1 | Bolivia |  |

| Lima 16 agosto 1975 | Cile | 2 – 0 | Perù |  |

| Lima 16 agosto 1975 | Argentina | 2 – 1 | Brasile |  |

| Lima 19 agosto 1975 | Argentina | 3 – 0 | Bolivia |  |

| Lima 19 agosto 1975 | Perù | 1 – 0 | Brasile |  |

| Lima 19 agosto 1975 | Cile | 0 – 0 | Uruguay |  |

| Lima 22 agosto 1975 | Argentina | 1 – 1 | Perù |  |

| Lima 23 agosto 1975 | Bolivia | 0 – 0 | Cile |  |

| Lima 23 agosto 1975 | Uruguay | 2 – 0 | Brasile |  |

### Spareggio per il titolo
| Lima 26 agosto 1975                              | Uruguay              | 1 – 1 | Cile |  |
| \| \| \| \| \| - \| Tiri di rigore 3 – 1 \| - \| |                      |       |      |  |
|                                                  |                      |       |      |  |
| -                                                | Tiri di rigore 3 – 1 | -     |      |  |

## Classifica marcatori
| Gol |  |  | Giocatore       | Squadra          |
| --- |  |  | --------------- | ---------------- |
| 4   |  |  | Toninho Vanusa  | Brasile under 19 |
| 4   |  |  | Hebert Revetria | Uruguay under 19 |